# ドレアン

Mondovi(フランス領アルジェリア時代)の紋章

ドレアン(アラビア語：الذرعان)(フランス語：Dréan)は、アルジェリア北東部のエル・タルフ県の町。
ドレアン郡の郡都。
アンナバ市の25km南に位置する。
2008年4月14日の人口は3万7686人。
1913年には作家のアルベール・カミュが、当時Mondoviと呼ばれていたこの町で生まれた。